# Prabhergia
Genre
Prabhergia est un genre de collemboles de la famille des Tullbergiidae.

## Liste des espèces
Selon Checklist of the Collembola of the World (version du 18 septembre 2019) :
- Prabhergia imadatei Tamura, 1996
- Prabhergia indonesiae Yoshii & Suhardjono, 1989
- Prabhergia nayarii Salmon, 1965

## Publication originale
- Salmon, 1965 : New Onychiurid Collembola from India and New Guinea. Transactions of the Royal Society of New Zealand, vol. 5, p. 225-231.